# Персі Напп
Персі Напп (англ. Percy Knapp; 8 липня 1863 — 29 серпня 1917) — колишній американський тенісист.
Найвищим досягненням на турнірах Великого шолома були фінали в одиночному розряді.
Завершив кар'єру 1903 року.

## Фінали турнірів Великого шолома

### (2 поразки)
| Результат | Рік  | Турнір        | Покриття | Суперник        | Рахунок            |
| --------- | ---- | ------------- | -------- | --------------- | ------------------ |
| Поразка   | 1885 | Чемпіонат США | Трава    | Ґодфрі Брінлі   | 3–6, 3–6, 6–3, 4–6 |
| Поразка   | 1890 | Чемпіонат США | Трава    | Олівер Кемпбелл | 6–8, 6–0, 2–6, 3–6 |